# Galisancho
Galisancho è un comune spagnolo di 492 abitanti situato nella comunità autonoma di Castiglia e León.